# タラ・ダウン・クリステンセン
タラ・ダウン・クリステンセン（Tara Dawn Christensen,旧姓Holland）は、1997年度の元ミス・アメリカ。フロリダ州立大学をマグナ・クム・ラウデ（最優等賞）で卒業。また熱心な純潔運動家・プロライフ運動家としても知られており、各地の大学や純潔運動団体トゥルー・ラブ・ウェイツでのスピーチなど精力的に活動、世代を問わず多くのファンを得ている。